# Josef Lipavský
Josef Lipavský (* 22. Februar 1772 in Hohenmaut; † 7. Januar 1810 in Wien) war ein böhmischer Komponist.
Lipavský erlernte das Klavier- und Orgelspiel in Königgrätz und war in Wien Schüler von Jan Křtitel Vaňhal und Wolfgang Amadeus Mozart. Er lebte in Wien als Klaviervirtuose und Dirigent. Er komponierte mehrere Singspiele (Die Nymphen der Silberquelle, Bernardon, Der gebesserte Hausteufel), kammermusikalische Werke, Klaviersonaten und -variationen, Orgelstücke und Lieder.

## Werke (Auswahl)
- 6 Fugues für Orgel oder Pianoforte Œuvre 29[1]